# Apple Records
Apple Records — звукозаписывающий лейбл, созданный группой The Beatles в 1968 году как подразделение компании Apple Corps. Название лейбла переводится как «яблоко», в качестве логотипа используется фотография зелёного яблока сорта «Грэнни-Смит».
Apple Corps была придумана группой в конце 1967 года, после смерти менеджера Брайана Эпстайна. Первым проектом стал фильм Волшебное таинственное путешествие, выпущенный под лейблом Apple Films.
Хотя The Beatles и их деловые партнёры возлагали большие надежды на Apple, напряжённые отношения между участниками группы, впоследствии её расколовшие, навредили и лейблу. Многие из записей, выпущенных здесь, были не в состоянии стать популярными либо потому, что они не нравились аудитории, либо потому, что им недоставало раскрутки, чтобы стать хитами.
Здесь записывались Билли Престон, Джеймс Тэйлор, Badfinger, Мэри Хопкин, Джеки Ломакс и сами The Beatles, как поодиночке, так и в качестве коллектива. Джеймс Тэйлор разорвал свой контракт с Apple и договорился с Warner Bros., где записал множество хитов. Билли Престон и Badfinger также перешли на другие лейблы. А Мэри Хопкин по завершении своего контракта перестала выпускать новые песни.
Последние записи иных исполнителей, нежели «битлы», были выпущены в 1973, и, когда их распространение силами EMI закончилось в 1975, лейбл вышел из бизнеса. В конце 1980-х стали издаваться записи Beatles на компакт-дисках. Ныне под этим лейблом не производится новых записей, но записи The Beatles продолжают издаваться под знаком Apple Records.